# Moto proprio

Relazione tra il moto proprio e le componenti della velocità di un corpo celeste rispetto al Sole.
La posizione del corpo celeste, ad una distanza iniziale dal Sole, in un anno è variata dell'angolo, che, in assenza di distorsioni indotte da lenti gravitazionali o altro, risulta pari a dove è la distanza percorsa, in un anno, in direzione trasversale rispetto alla congiunte Sole-corpo celeste.
Il moto del corpo celeste può avere anche una componente radiale rispetto al Sole, che lo può portare ad avvicinarsi o allontanarsi da noi.

Il moto proprio è il moto apparente di una stella sulla volta celeste causato dall'effettivo movimento della stella rispetto al centro di massa del sistema solare.
A prima vista le stelle sembrano essere in una posizione fissa rispetto alle altre e le costellazioni sembrano sempre uguali. Un'osservazione più accurata mostra però che la forma delle costellazioni cambia molto lentamente e che ogni stella si muove indipendentemente dalle altre. Il moto è teoricamente visibile anche allo sguardo umano, ma solo prendendo in considerazione periodi di tempo di centinaia o migliaia di anni.
Questo movimento apparente, causato dalla differente velocità di rotazione della stella rispetto al Sole nel loro moto attorno al centro della galassia, è chiamato moto proprio. Si distingue dai moti impropri della stella, che influenzano le sue esatte coordinate ma non dipendono dal moto reale della stella. I moti impropri sono causati da una varietà di fattori, tra cui il moto di rotazione della Terra su sé stessa, la precessione degli equinozi, la nutazione e la rotazione della Terra attorno al Sole che modificando la parallasse causa l'aberrazione astronomica.
Il moto proprio delle stelle è misurato in secondi d'arco per anno (il secondo d'arco è un'unità molto piccola per misurare gli angoli, corrispondente a 1/3600 di grado). La stella con il moto proprio più veloce è la Stella di Barnard, invisibile a occhio nudo: si muove a 10,3 secondi d'arco all'anno. Per dare un'idea, significa che questa stella impiega 180 anni per spostarsi in cielo di una distanza pari al diametro del disco lunare. Quasi tutte le altre stelle si spostano molto più lentamente.
Il moto proprio deriva dal moto reale della stella rispetto al Sole, del quale rappresenta la componente proiettata sul piano tangente alla volta celeste in quel punto. L'eventuale componente di avvicinamento o allontanamento al Sole non può essere osservata in questo modo, perché non causa alcuno spostamento della posizione apparente della stella. Per osservare quest'ultima componente, si usano le tecniche della spettroscopia.
L'estrema lentezza del moto proprio deriva dall'enorme distanza a cui si trovano le altre stelle. Queste si muovono rispetto al Sole con velocità piuttosto elevate secondo gli usuali metri di riferimento: a volte decine di chilometri al secondo, corrispondenti a migliaia di chilometri all'ora. Questi moti veloci appaiono lentissimi a causa della distanza, come accade per una montagna che, in lontananza, appare in lento movimento a lato di un'automobile in corsa a forte velocità su un'autostrada.

## Stelle con moto proprio superiore ai 3 arcosecondi per anno

Il moto proprio della Stella di Barnard, ripreso tra il 1985 e il 2005.

Il moto proprio del sistema stellare di, ripreso tra il 2012 e il 2020.

| Ord. | Nome              | Nome              | Classe spettrale | Magnitudine apparente | Magnitudine assoluta | Ascensione retta | Declinazione   | Parallasse (arcsec) | Distanza (anni luce) | Moto proprio (arcsec/anno) |
| Ord. | Sistema           | Stella            | Classe spettrale | Magnitudine apparente | Magnitudine assoluta | Ascensione retta | Declinazione   | Parallasse (arcsec) | Distanza (anni luce) | Moto proprio (arcsec/anno) |
| ---- | ----------------- | ----------------- | ---------------- | --------------------- | -------------------- | ---------------- | -------------- | ------------------- | -------------------- | -------------------------- |
| 1    | Stella di Barnard | Stella di Barnard | M4.0Ve           | 9,53                  | 13,22                | 17h 55m 23s      | +4° 33′ 18″    | 0,547"              | 5,96                 | 10,31                      |
| 2    | Stella di Kapteyn | Stella di Kapteyn | sdM0VI           | 8,84                  | 10,87                | 5h 11m 41s       | −45° 1′ 6″     | 0,255"              | 12,77                | 8,706                      |
| 5    | Groombridge 1830  | Gliese 451 A      | G8 VIp           | 6,42                  | 6,62                 | 11h 52m 58,8s    | +37° 43′ 7″    | 0,109"              | 29,7                 | 7,053                      |
| 5    | Groombridge 1830  | Gliese 451 B      | M5.5V            | -                     | -                    | 11h 52m 58,8s    | +37° 43′ 7″    | 0,109"              | 29,7                 | 7,053                      |
| 3    | Lacaille 9352     | Lacaille 9352     | M1.5Ve           | 7,34                  | 9,75                 | 23h 5m 42s       | −35° 51′ 11″   | 0,304"              | 10,74                | 6,896                      |
| 4    | Gliese 1          | Gliese 1          | M3.0V            | 8,55                  | 10,35                | 0h 5m 24s        | −37° 21′ 27″   | 0,229"              | 14,22                | 6,097                      |
| 5    | 61 Cygni          | 61 Cygni A        | K3.5Ve           | 5,21                  | 7,49                 | 21h 8m 52s       | +38° 56′ 51″   | 0,286"              | 11,40                | 5,220                      |
| 5    | 61 Cygni          | 61 Cygni B        | K4.7Ve           | 6,03                  | 8,31                 | 21h 8m 52s       | +38° 56′ 51″   | 0,286"              | 11,40                | 5,220                      |
| 6    | Gliese 299        | Gliese 299        | M4V              | 12,82                 | 13,65                | 8h 11m 57s       | +8° 46′ 22,95″ | 0,143"              | 22,31                | 5,211                      |
| 7    | Lalande 21185     | Lalande 21185     | M5.5e            | 7,47                  | 10,44                | 11h 0m 37s       | +36° 18′ 20″   | 0,393"              | 8,29                 | 4,807                      |
| 8    | Epsilon Indi      | Epsilon Indi      | K5Ve             | 4,69                  | 6,89                 | 22h 3m 22s       | −56° 47′ 10″   | 0,276"              | 11,82                | 4,700                      |
| 9    | Wolf 359          | Wolf 359          | M6.0V            | 13,44                 | 16,55                | 10h 56m 28s      | +7° 0′ 42″     | 0,419"              | 7,78                 | 4,696                      |
| 10   | Gliese 412        | WX Ursae Majoris  | M5.5V            | 14,48                 | 16,05                | 11h 5m 30s       | +43° 31′ 18″   | 0,206"              | 15,83                | 4,531                      |
| 10   | Gliese 412        | Gliese 412 A      | M1.0V            | 8,77                  | 10,34                | 11h 5m 29s       | +43° 31′ 36″   | 0,206"              | 15,83                | 4,528                      |
| 11   | 40 Eridani        | 40 Eridani A      | K1V              | 4,43                  | 5,92                 | 4h 15m 16s       | −7° 39′ 10″    | 0,198"              | 16,5                 | 4,083                      |
| 11   | 40 Eridani        | 40 Eridani B      | DA4              | 9,52                  | 11,01                | 4h 15m 21s       | −7° 39′ 29″    | 0,198"              | 16,5                 | 4,073                      |
| 11   | 40 Eridani        | 40 Eridani C      | M4,5eV           | 11,17                 | 12,66                | 4h 15m 21s       | −7° 39′ 22″    | 0,198"              | 16,5                 | 4,073                      |
| 12   | Gliese 518        | Gliese 518        | DZ9              | 14,68                 | 15,10                | 13h 36m 32s      | +3° 40′ 46″    | 0,121"              | 26,87                | 3,870                      |
| 13   | Alfa Centauri     | Proxima Centauri  | M5.5Ve           | 11,01                 | 15,53                | 14h 29m 43s      | −62° 40′ 46″   | 0,772"              | 4,22                 | 3,809                      |
| 14   | Mu Cassiopeiae    | Mu Cas. A         | G5VI             | 5,17                  | 5,80                 | 1h 08m 17s       | +54° 55′ 13″   | 0,134"              | 24,36                | 3,770                      |
| 14   | Mu Cassiopeiae    | Mu Cas. B         | M5V              | 10                    | 11                   | 1h 08m 17s       | +54° 55′ 13″   | 0,134"              | 24,36                | 3,770                      |
| 15   | Stella di Luyten  | Stella di Luyten  | M3.5Vn           | 9,86                  | 11,97                | 7h 27m 25s       | +5° 13′ 33″    | 0,264"              | 12,36                | 3,761                      |
| 16   | Alfa Centauri     | Alfa Centauri A   | G2V              | −0,01                 | 4,38                 | 14h 39m 37s      | −60° 50′ 2″    | 0,747"              | 4,36                 | 3,689                      |
| 16   | Alfa Centauri     | Alfa Centauri B   | K0V              | 1,35                  | 5,71                 | 14h 39m 35s      | −60° 50′ 14″   | 0,747"              | 4,36                 | 3,689                      |
| 17   | Gliese 579.2      | Gliese 579.2 B    | K2VI             | 9,44                  | 7,07                 | 15h 10m 13s      | −16° 22′ 46″   | 0,033"              | 97,19                | 3,677                      |
| 17   | Gliese 579.2      | Gliese 579.2 A    | K0VI             | 9,07                  | 6,70                 | 15h 10m 12s      | −16° 27′ 46″   | 0,033"              | 97,19                | 3,674                      |
| 18   | Gliese 699.1      | Gliese 699.1      | DA7              | 14,31                 | 13,34                | 17h 49m 50s      | +82° 46′ 26″   | 0,064"              | 51,04                | 3,587                      |
| 19   | Lacaille 8760     | Lacaille 8760     | M2Ve             | 6,67                  | 8,69                 | 21h 17m 15s      | −38° 52′ 3″    | 0,253"              | 12,86                | 3,453                      |
| 20   | Luyten 726-8      | BL Ceti           | M6.0e            | 12,99                 | 15,85                | 1h 39m 1s        | +17° 57′ 0″    | 0,374"              | 8,72                 | 3,368                      |
| 20   | Luyten 726-8      | UV Ceti           | M5.5e            | 12,54                 | 15,40                | 1h 39m 1s        | +17° 57′ 0″    | 0,374"              | 8,72                 | 3,368                      |
| 21   | EZ Aquarii        | EZ Aquarii A      | M5.0Ve           | 13,33                 | 15,64                | 22h 38m 34s      | −15° 18′ 2″    | 0,290"              | 11,26                | 3,254                      |
| 21   | EZ Aquarii        | EZ Aquarii B      | M?               | 13,27                 | 15,58                | 22h 38m 34s      | −15° 18′ 2″    | 0,290"              | 11,26                | 3,254                      |
| 21   | EZ Aquarii        | EZ Aquarii C      | M?               | 14,03                 | 16,34                | 22h 38m 34s      | −15° 18′ 2″    | 0,290"              | 11,26                | 3,254                      |
| 22   | 82 Eridani        | 82 Eridani        | G5V              | 4,26                  | 5,28                 | 3h 19m 56s       | −43° 4′ 11″    | 0,160"              | 20,41                | 3,127                      |
| 23   | GJ 1062           | GJ 1062           | M1               | 13,02                 | 12,00                | 3h 38m 15s       | −11° 29′ 10″   | 0,033"              | 52,28                | 3,033                      |